# Божин Петров
Божин Петров е български революционер, деец на Вътрешната македоно-одринска революционна организация.

## Биография
Божин Петров е роден през 1877 година в битолското село Сопотница, тогава в Османската империя. Присъединява се към ВМОРО и на 19 юли 1903 година влиза в четата на Сотир Ристев, с която участва в Илинденско-Преображенското въстание. Взима участие в нападението на черкезкото Ново село на 20 юли. Сражава се и на 10 септември 1903 година при Каченички камен над Брезово, където падат убити Сотир Ристев, Димитър Матлиев и още 18 души четници.
На 5 април 1943 година, като жител на Брезово, подава молба за народна пенсия, която е одобрена и отпусната от Министерския съвет на Царство България.